# Sphinx-Klasse (1775)
Die Sphinx-Klasse war eine Klasse von zehn 20-Kanonen-Kriegsschiffen 6. Ranges der britischen Marine, die von 1775 bis 1811 in Dienst stand.

## Geschichte
Die Klasse wurde von dem Surveyor of the Navy Sir John Williams entworfen. Die zwischen 1773 und 1781 gebauten Schiffen, wurden bis auf drei Einheiten, auf Werften der Marine gebaut. In der britischen Marine wurde diese Art Schiff, bis kurz nach Ende der Koalitionskriege, offiziell als Post ship bezeichnet und von einem Offizier im Range eines Captain kommandiert. Sie waren in etwa vergleichbar mit den Korvetten der französischen Marine (siehe Coquette-Klasse). Von den Marineoffizieren wurden sie aber, mehr aus Prestigegründen, als Fregatten angesprochen.

## Einheiten
| Name      | Bauwerft                             | Bestellung       | Kiellegung    | Stapellauf        | Indienststellung  | Verbleib |
| --------- | ------------------------------------ | ---------------- | ------------- | ----------------- | ----------------- | --- |
| Sphinx    | Portsmouth Dockyard, Portsmouth      | 15. April 1773   | November 1773 | 25. Oktober 1775  | 29. Dezember 1775 | am 29. September 1779 durch die französische Marine gekapert und als Sphinx in Dienst gestellt; am 29. Dezember 1779 durch die Royal Navy gekapert; im Juni 1811 in Pourtsmouth zum Abbruch verkauft |
| Camilla   | Chatham Dockyard, Chatham            | 15. April 1773   | Mai 1774      | 20. April 1776    | 9. Juli 1776      | ab 1809 Nutzung Hulk in Sheerness; im April 1831 zum Abbruch verkauft |
| Daphne    | Woolwich Dockyard, Woolwich (London) | 15. April 1773   | August 1774   | 21. März 1776     | 25. Mai 1776      | am 23. Dezember 1794 durch die französische Marine gekapert und als Daphné in Dienst gestellt; am 29. Dezember 1797 durch die Royal Navy gekapert; im Mai 1802 in Sheerness verkauft                 |
| Galatea   | Deptford Dockyard, Deptford (London) | 15. April 1773   | Oktober 1774  | 21. März 1776     | 26. Mai 1776      | im April 1783 zum Abbruch verkauft |
| Ariadne   | Chatham Dockyard, Chatham            | 10. April 1775   | Mai 1775      | 27. December 1776 | 23. Februar 1777  | im August 1814 verkauft |
| Vestal    | Plymouth Dockyard, Plymouth          | 1. August 1775   | Februar 1776  | 23. Mai 1777      | 9. Juli 1777      | im Oktober 1777 vor Neufundland gesunken |
| Perseus   | Cuckolds Point, Rotherhithe (London) | 30. Oktober 1775 | November 1775 | 20. März 1776     | 26. Mai 1776      | im September 1805 zum Abbruch verkauft |
| Unicorn   | Cuckolds Point, Rotherhithe (London) | 30. Oktober 1775 | November 1775 | 23. März 1776     | 25. Mai 1776      | am 4. September 1780 durch die französische Marine gekapert und als Licorne in Dienst gestellt; am 20. April 1781 durch die Royal Navy gekapert; im August 1787 in Deptford zum Abbruch verkauft     |
| Ariel     | Blackwall Yard, Blackwall (London)   | 3. Juli 1776     | Juli 1776     | 7. Juli 1777      | 12. August 1777   | am 10. September 1779 durch die französische Marine gekapert und als Ariel in Dienst gestellt; an die amerikanische Marine verliehen (Oktober 1780 bis Juni 1781); im März 1793 verbrannt            |
| Narcissus | Plymouth Dockyard, Plymouth          | 8. Januar 1777   | 13. Juni 1777 | 9. Mai 1781       | 20. Juni 1781     | im Oktober 1796 bei den Bahamas auf Grund gelaufen und verloren gegangen |

## Technische Beschreibung
Die Klasse war als Batterieschiff mit einem durchgehenden Geschützdeck konzipiert und hatte eine Länge von 33,16 Metern (Geschützdeck) bzw. 27,37 Metern (Kiel), eine Breite von 9,14 Metern und einen Tiefgang von 2,99 Metern, bei einer Vermessung von 429 24⁄94 tons (bm) bzw. einer Verdrängung von 650 Tonnen. Die Schiffe waren Rahsegler mit drei Masten (Fockmast, Großmast und Kreuzmast). Der Rumpf schloss im Heckbereich mit einem Heckspiegel. Die Beplankung war kraweel ausgeführt, das heißt, die Enden der Planken stießen stumpf aufeinander, so dass eine glatte Außenfläche entstand.
Die Bewaffnung bestand bei Indienststellung aus 20 Kanonen.
|               | Batteriedeck   | Backdeck      | Achterdeck    | Kanonen (Geschossgewicht) |
| ------------- | -------------- | ------------- | ------------- | ------------------------- |
| Design        | 20 × 9-Pfünder | –             | –             | 20 Kanonen (40,815 kg)    |
| 1780 (Ariel)  | 20 × 9-Pfünder | 2 × 4-Pfünder | 4 × 4-Pfünder | 26 Kanonen (49,929 kg)    |
| 1795 (Daphné) | 20 × 9-Pfünder | 2 × 4-Pfünder | 2 × 4-Pfünder | 24 Kanonen (44,443 kg)    |

## Besatzung
Die Besatzung hatte eine Stärke von 140 Mann (Offiziere und Unteroffiziere bzw. Mannschaften). Ab 1794 in der britischen Marine reduziert auf 134 Mann.

## Bemerkungen
1. ↑  Die hier verwendeten Daten entsprechen dem amtlichen Entwurf. Die genauen Werte der einzelnen Schiffe weichten von Diesem minimal ab.